# Bellevalia mosheovii
Bellevalia mosheovii är en sparrisväxtart som beskrevs av Naomi Feinbrun. Bellevalia mosheovii ingår i släktet Bellevalia och familjen sparrisväxter. Inga underarter finns listade i Catalogue of Life.